# PZL M-17
PZL M-17 – polski prototyp samolotu szkolno-sportowego, skonstruowany w zakładach PZL Mielec w latach 70. XX wieku.

## Historia

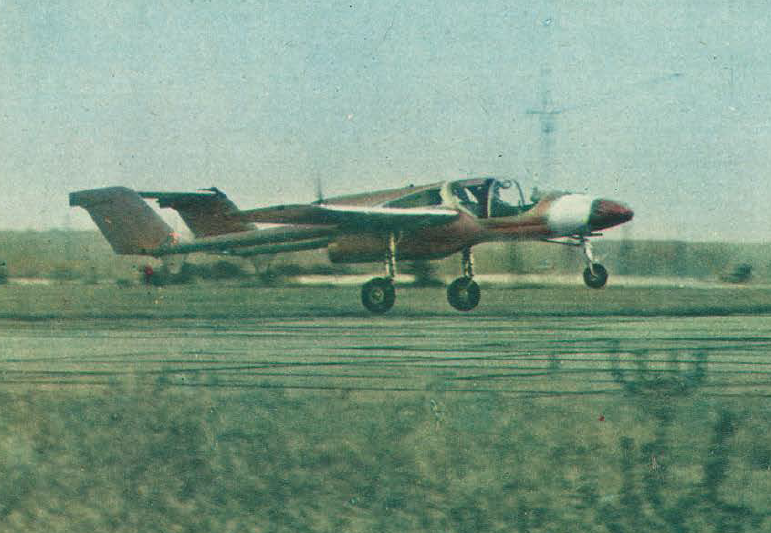
Start prototypu

Zespół studentów Wydział Mechaniczny Energetyki i Lotnictwa Politechniki Warszawskiej pod kierunkiem inż. Edwarda Margańskiego w 1969 roku rozpoczął prace mające doprowadzić do powstania konstrukcji, dzięki której studenci poszerzyliby swą wiedzę i zdobyli praktyczne umiejętności z zakresu konstruowania samolotów, a jednocześnie takiej, która będzie miała walory użytkowe. Przyjęto założenie, że ma to być konstrukcja, która zachowa użyteczność przez wiele lat oraz da możliwość łatwego wprowadzania modyfikacji. Dlatego też wybór zespołu konstrukcyjnego padł na samolot szkolno-treningowy. Kierowano się aktualnym zapotrzebowaniem oraz tym, że była to konstrukcja nie wymagająca dużych nakładów finansowych. 
Wybrano układ dwubelkowego średniopłata z silnikiem ze śmigłem pchającym jako dający najwięcej walorów użytkowych – doskonałą widoczność z kabiny, łatwe wsiadanie i wysiadanie, niski poziom hałasu w kabinie oraz poprawę właściwości aerodynamicznych. Samolot też miał być przystosowany do hangarowania po złożeniu skrzydeł. Spodziewano się, że ta decyzja spowoduje problemy związane z chłodzeniem silnika oraz konstrukcją układu sterowania.  
Efektem prac, prowadzonych w latach 1969–1971, był projekt samolotu eksperymentalnego EM-5A „Duduś-Kudłacz”. Przyjęte założenia doprowadziły konstruktorów do stworzenia samolotu o maksymalnie uproszczonej konstrukcji – płatowiec składał się z 800 części, czyli dwa razy mniej niż inne podobne konstrukcje. Prace miały charakter doświadczalny, co spowodowało dwukrotne opracowanie konstrukcji skrzydła i usterzenia.
Projekt stał się podstawą opracowania prototypu samolotu PZL M-17. Jego budową zajęły się zakłady PZL w Mielcu, gdzie po ukończeniu studiów zostali zatrudnieni Edward Margański, Zbigniew Paturski, Jerzy Cisowski i Leszek Rachoń. Kierownikiem zespołu opracowującego prototyp został inżynier Zbigniew Paturski. Uległa zmianie konstrukcja, łączenia klejone zostały zamienione na nitowane. Prototyp został oblatany 7 lipca 1977 roku przez Stanisława Wasila. Zostały mu nadane znaki rejestracyjne SP-PEM. Samolot nie uzyskał osiągów obliczeniowych, ponieważ zastosowano w nim silnik o niższej mocy oraz stałe śmigło drewniane zamiast planowanego metalowego o zmiennym skoku. Miał też wady: silnik się przegrzewał, śmigło było źle dobrane. Grupa konstruktorów przystąpiła do wprowadzania zmian w konstrukcji samolotu: dodano kolejne wloty powietrza, zmieniono śmigło na nowe. Rozpoczęła się budowa drugiego prototypu, który miał zostać wyposażony w silnik Lycoming o mocy 132 kW, jednak prace zostały przerwane.
Po lotach testowych samolot został przekazany w 1979 roku Politechnice Rzeszowskiej.

## Konstrukcja
Dwumiejscowy samolot szkolno-sportowy w układzie dwukadłubowego średniopłata o konstrukcji mieszanej.
Kadłub o konstrukcji półskorupowej w układzie dwubelkowym. Kabina pilotów zakryta, wyposażona w zdublowane przyrządy sterownicze. Za fotelami pilotów miejsce na bagaż lub dodatkowy fotel. W centropłacie, będącym integralną częścią kadłuba, umieszczono główne zbiorniki paliwa. Tablica przyrządów wyposażona w sztuczny horyzont, żyrokompas, radiokompas oraz radiostację. W kadłubie były zabudowane reflektory do lądowania i kołowania.
Płat o konstrukcji półskorupowej, dwudzielny o obrysie trapezowym, wyposażony w bezszczelinowe lotki oraz klapy. W skrzydle zabudowane dodatkowe zbiorniki paliwa o łącznej pojemności 180 litrów. Do hangarowania istniała możliwość demontowania skrzydeł, belek kadłubowych i usterzenia. Po ich złożeniu samolot zajmował przestrzeń o wymiarach 6,5 × 2,8 × 2,2 m.
Podwozie trójkołowe ze sterowanym kółkiem przednim, chowane w locie, z amortyzacją olejowo-pneumatyczną, wyposażone w hamulce hydrauliczne. Jako kółko przednie zastosowano koło z szybowca SZD-12 Mucha, jako kół głównych użyto kół z samolotu Zlin 526 F. Chowanie i wypuszczanie podwozia odbywało się za pomocą instalacji elektrycznej, w przypadku jej awarii istniała możliwość wypuszczenia metodą mechaniczną (grawitacyjnie pod własnym ciężarem). 
Usterzenie – stateczniki pionowe stanowiły integralną część belek kadłubowych. Usterzenie poziome płytowe, jednoczęściowe, o konstrukcji mieszanej. Usterzenie poziome było zamocowane przegubowo na szczycie usterzenia pionowego.
Silnik rzędowy Walter Minor 6-III o mocy 118 kW (160 KM) z dwułopatowym drewnianym śmigłem pchającym o średnicy 170 cm. Rozruch elektryczny. Planowano użycie silnika Lycoming o mocy 132 kW z trójłopatowym śmigłem z samolotu L-200 Morava.